# Positive Thinking...
Positive Thinking...（ポジティヴ・シンキング）はアコースティック・アルケミーがGRPレコードより1998年にリリースした10枚目のアルバム。
10枚目となるアルバムであり、1987年にニック・ウェブとグレッグ・カーマイケルがバンドを結成してから10年目ともなる。しかし、ウェブはすい臓がんを患い、プレイヤーとしては参加できず、コンポーザーとして参加、全曲に彼の名前がクレジットされている。しかし制作末期の1998年2月に他界。メンバーは彼にこのアルバムを捧げた。
ライナーにはニックの言葉が添えられており、「自分達の努力の果実と『ポジティヴな思い』を聴いて楽しんで欲しい。」と書かれている。
尚、このアルバムを最後に編成を一新し、ハイアー・オクターヴに移る。
日本盤はユニバーサル・ビクターより発売されていた（廃盤、MVCJ-24019）。以後のアルバムの国内盤は発売されていない。

## トラック・リスト
| #         | タイトル                    | 作詞・作曲                         | 時間  |
| --------- | --------------------------- | ---------------------------------- | ----- |
| 1.        | 「"Passionelle"」           | Webb/Carmichael                    | 4:40  |
| 2.        | 「"Rainwatching W.I."」     | Webb/Carmichael                    | 4:42  |
| 3.        | 「"Cadaqués"」              | Webb/Carmichael                    | 5:49  |
| 4.        | 「"The Five Card Trick"」   | Webb/Carmichael/Parsons            | 5:10  |
| 5.        | 「"Positive Thinking"」     | Webb/Carmichael/Dale               | 4:21  |
| 6.        | 「"The Better Shoes"」      | Webb/Carmichael/Parsons            | 5:27  |
| 7.        | 「"Vapour Trails"」         | Webb/Carmichael/Parsons            | 4:29  |
| 8.        | 「"Augusträsse 18"」        | Webb/Carmichael/Gilderdale/Parsons | 6:46  |
| 9.        | 「"Time Gentlemen Please"」 | Webb/Carmichael                    | 4:37  |
| 10.       | 「"Limited Excess"」        | Webb/Carmichael/Gilderdale/Parsons | 6:10  |
| 合計時間: | 合計時間:                   | 合計時間:                          | 52:11 |

## パーソネル
- Greg Carmicael – steel & nylon string guitars
- John Parsons - electric & steel strings guitars
- Miles Gilderdale - electric guitar & programming
- Dennis Murphy - bass guitar
- John Shepard - drums
- Nick Webb - composition, arrangements & inspration
- Mario Argandoña - percussion
- Caroline Dale - cello & string arrangement